# Selección de fútbol sub-20 de Bolivia
La selección de fútbol sub-20 de Bolivia es el representativo de ese país en las competencias oficiales de fútbol de su categoría. Su organización está a cargo de la Federación Boliviana de Fútbol, la cual es miembro de la Confederación Sudamericana de Fútbol y de la FIFA.

## Estadísticas

### Copa Mundial de Fútbol Sub-20
| Año   | Ronda        | Posición     | PJ           | PG           | PE           | PP           | GF           | GC           | Dif          |
| ----- | ------------ | ------------ | ------------ | ------------ | ------------ | ------------ | ------------ | ------------ | ------------ |
| 1977  | No clasificó | No clasificó | No clasificó | No clasificó | No clasificó | No clasificó | No clasificó | No clasificó | No clasificó |
| 1979  | No clasificó | No clasificó | No clasificó | No clasificó | No clasificó | No clasificó | No clasificó | No clasificó | No clasificó |
| 1981  | No clasificó | No clasificó | No clasificó | No clasificó | No clasificó | No clasificó | No clasificó | No clasificó | No clasificó |
| 1983  | No clasificó | No clasificó | No clasificó | No clasificó | No clasificó | No clasificó | No clasificó | No clasificó | No clasificó |
| 1985  | No clasificó | No clasificó | No clasificó | No clasificó | No clasificó | No clasificó | No clasificó | No clasificó | No clasificó |
| 1987  | No clasificó | No clasificó | No clasificó | No clasificó | No clasificó | No clasificó | No clasificó | No clasificó | No clasificó |
| 1989  | No clasificó | No clasificó | No clasificó | No clasificó | No clasificó | No clasificó | No clasificó | No clasificó | No clasificó |
| 1991  | No clasificó | No clasificó | No clasificó | No clasificó | No clasificó | No clasificó | No clasificó | No clasificó | No clasificó |
| 1993  | No clasificó | No clasificó | No clasificó | No clasificó | No clasificó | No clasificó | No clasificó | No clasificó | No clasificó |
| 1995  | No clasificó | No clasificó | No clasificó | No clasificó | No clasificó | No clasificó | No clasificó | No clasificó | No clasificó |
| 1997  | No clasificó | No clasificó | No clasificó | No clasificó | No clasificó | No clasificó | No clasificó | No clasificó | No clasificó |
| 1999  | No clasificó | No clasificó | No clasificó | No clasificó | No clasificó | No clasificó | No clasificó | No clasificó | No clasificó |
| 2001  | No clasificó | No clasificó | No clasificó | No clasificó | No clasificó | No clasificó | No clasificó | No clasificó | No clasificó |
| 2003  | No clasificó | No clasificó | No clasificó | No clasificó | No clasificó | No clasificó | No clasificó | No clasificó | No clasificó |
| 2005  | No clasificó | No clasificó | No clasificó | No clasificó | No clasificó | No clasificó | No clasificó | No clasificó | No clasificó |
| 2007  | No clasificó | No clasificó | No clasificó | No clasificó | No clasificó | No clasificó | No clasificó | No clasificó | No clasificó |
| 2009  | No clasificó | No clasificó | No clasificó | No clasificó | No clasificó | No clasificó | No clasificó | No clasificó | No clasificó |
| 2011  | No clasificó | No clasificó | No clasificó | No clasificó | No clasificó | No clasificó | No clasificó | No clasificó | No clasificó |
| 2013  | No clasificó | No clasificó | No clasificó | No clasificó | No clasificó | No clasificó | No clasificó | No clasificó | No clasificó |
| 2015  | No clasificó | No clasificó | No clasificó | No clasificó | No clasificó | No clasificó | No clasificó | No clasificó | No clasificó |
| 2017  | No clasificó | No clasificó | No clasificó | No clasificó | No clasificó | No clasificó | No clasificó | No clasificó | No clasificó |
| 2019  | No clasificó | No clasificó | No clasificó | No clasificó | No clasificó | No clasificó | No clasificó | No clasificó | No clasificó |
| 2023  | No clasificó | No clasificó | No clasificó | No clasificó | No clasificó | No clasificó | No clasificó | No clasificó | No clasificó |
| 2025  | No clasificó | No clasificó | No clasificó | No clasificó | No clasificó | No clasificó | No clasificó | No clasificó | No clasificó |
| Total | 0/24         | N/A          | 0            | 0            | 0            | 0            | 0            | 0            | 0            |

### Campeonato Sudamericano Sub-20
| Año   | Ronda        | PJ           | PG           | PE           | PP           | GF           | GC           |
| ----- | ------------ | ------------ | ------------ | ------------ | ------------ | ------------ | ------------ |
| 1954  | No participó | No participó | No participó | No participó | No participó | No participó | No participó |
| 1958  | No participó | No participó | No participó | No participó | No participó | No participó | No participó |
| 1964  | No participó | No participó | No participó | No participó | No participó | No participó | No participó |
| 1967  | No participó | No participó | No participó | No participó | No participó | No participó | No participó |
| 1971  | Primera fase | 3            | 0            | 0            | 3            | 4            | 9            |
| 1974  | No participó | No participó | No participó | No participó | No participó | No participó | No participó |
| 1975  | Sexto Lugar  | 5            | 0            | 2            | 3            | 4            | 12           |
| 1977  | Primera fase | 3            | 0            | 0            | 3            | 1            | 7            |
| 1979  | Primera fase | 4            | 0            | 0            | 4            | 2            | 12           |
| 1981  | Cuarto lugar | 8            | 1            | 4            | 3            | 7            | 9            |
| 1983  | Cuarto lugar | 7            | 2            | 0            | 5            | 13           | 16           |
| 1985  | Primera fase | 4            | 0            | 1            | 3            | 1            | 8            |
| 1987  | Primera fase | 4            | 0            | 0            | 4            | 4            | 15           |
| 1988  | Primera fase | 4            | 1            | 0            | 3            | 4            | 9            |
| 1991  | Primera fase | 4            | 1            | 0            | 3            | 4            | 7            |
| 1992  | Primera fase | 3            | 0            | 0            | 3            | 1            | 7            |
| 1995  | Primera fase | 4            | 2            | 1            | 1            | 4            | 3            |
| 1997  | Primera fase | 4            | 0            | 0            | 4            | 5            | 10           |
| 1999  | Primera fase | 4            | 0            | 1            | 3            | 4            | 15           |
| 2001  | Primera fase | 4            | 1            | 0            | 3            | 4            | 7            |
| 2003  | Primera fase | 4            | 1            | 0            | 3            | 3            | 14           |
| 2005  | Primera fase | 4            | 0            | 2            | 2            | 4            | 13           |
| 2007  | Primera fase | 4            | 1            | 1            | 2            | 4            | 8            |
| 2009  | Primera fase | 4            | 0            | 0            | 4            | 2            | 11           |
| 2011  | Primera fase | 4            | 0            | 1            | 3            | 3            | 7            |
| 2013  | Primera fase | 4            | 0            | 1            | 3            | 3            | 15           |
| 2015  | Primera fase | 4            | 0            | 0            | 4            | 2            | 13           |
| 2017  | Primera fase | 4            | 1            | 1            | 2            | 2            | 6            |
| 2019  | Primera fase | 4            | 0            | 1            | 3            | 1            | 4            |
| 2023  | Primera fase | 4            | 1            | 0            | 3            | 2            | 6            |
| 2025  | Primera fase | 4            | 0            | 0            | 4            | 4            | 8            |
| Total | 26/31        | 109          | 12           | 16           | 81           | 92           | 251          |

### Juegos Panamericanos con Participación
| Año                   | Ronda        | PJ | G | E | P | GF | GC |
| --------------------- | ------------ | -- | - | - | - | -- | -- |
| Ciudad de México 1975 | Segunda fase | 5  | 2 | 0 | 3 | 4  | 10 |
| Río de Janeiro 2007   | Cuarto lugar | 5  | 2 | 1 | 2 | 7  | 6  |
| Total                 | 2/17         | 10 | 4 | 1 | 5 | 11 | 16 |

## Últimos partidos y próximos encuentros
Actualizado al último partido jugado el 30 de enero de 2025
| Fecha      | Ciudad   | Local     | Resultado | Visitante | Competición         |
| ---------- | -------- | --------- | --------- | --------- | ------------------- |
| 24-01-2025 | Valencia | Bolivia   | 1:2       | Ecuador   | Sudamericano Sub-20 |
| 26-01-2025 | Valencia | Bolivia   | 1:2       | Brasil    | Sudamericano Sub-20 |
| 28-01-2025 | Valencia | Argentina | 1:0       | Bolivia   | Sudamericano Sub-20 |
| 30-01-2025 | Valencia | Colombia  | 3:2       | Bolivia   | Sudamericano Sub-20 |

## Jugadores

### Última convocatoria
Actualizado el 20 de enero de 2023
Lista de jugadores convocados el 20 de enero de 2023 para el Campeonato Sudamericano de Fútbol Sub-20 de 2023.
| N.º | Nombre               | Posición       | Edad    | Partidos | Goles | Club                    |  |
| --- | -------------------- | -------------- | ------- | -------- | ----- | ----------------------- |  |
| 1   | Bruno Poveda         | Guardameta     | 21 años | 0        | 0     | Jorge Wilstermann       |  |
| 12  | Joel Bernal          | Guardameta     | 22 años | 0        | 0     | Royal Pari F. C.        |  |
| 23  | Leonardo Guzmán      | Guardameta     | 22 años | 0        | 0     | The Strongest           |  |
| 2   | Yomar Rocha          | Defensa        | 21 años | 0        | 0     | Bolívar                 |  |
| 3   | Eduardo Álvarez      | Defensa        | 21 años | 0        | 0     | Royal Pari F. C.        |  |
| 4   | Denilson Durán       | Defensa        | 21 años | 0        | 0     | Blooming                |  |
| 6   | Efraín Morales       | Defensa        | 21 años | 0        | 0     | Atlanta United F. C.    |  |
| 8   | Carlos Sejas         | Defensa        | 24 años | 0        | 0     | C. D. Aurora            |  |
| 11  | Pablo Luján          | Defensa        | 22 años | 0        | 0     | Blooming                |  |
| 13  | Jairo Velasco        | Defensa        | 21 años | 0        | 0     | Bolívar                 |  |
| 14  | José Herrera         | Defensa        | 22 años | 0        | 0     | Bolívar                 |  |
| 21  | Luis Paz             | Defensa        | 20 años | 0        | 0     | Bolívar                 |  |
| 22  | Carlitos Rodríguez   | Defensa        | 20 años | 0        | 0     | Jorge Wilstermann       |  |
| 5   | Ervin Vaca           | Centrocampista | 21 años | 0        | 0     | Colo-Colo               |  |
| 10  | Lucas Chávez         | Centrocampista | 21 años | 0        | 0     | Bolívar                 |  |
| 16  | Juan Magallanes      | Centrocampista | 22 años | 0        | 0     | Bolívar                 |  |
| 18  | Fabricio Quaglio     | Centrocampista | 21 años | 0        | 0     | The Strongest           |  |
| 19  | Fernando Nava        | Centrocampista | 20 años | 0        | 0     | Athletico Paranaense    |  |
| 7   | Miguel Villarroel    | Delantero      | 22 años | 0        | 0     | Bolívar                 |  |
| 9   | Daniel Ribera        | Delantero      | 20 años | 0        | 0     | Talleres                |  |
| 15  | Ramiro Egüez         | Delantero      | 21 años | 0        | 0     | The Strongest           |  |
| 17  | José Flores          | Delantero      | 21 años | 0        | 0     | The Strongest           |  |
| 20  | Diego Parrado        | Delantero      | 21 años | 0        | 0     | RSC Internacional F. C. |  |
| DT  | Pablo Daniel Escobar | Entrenador     |         |          |       |                         |  |

## Entrenadores
| #  | Nombre               | Período | Período | Período |
| #  | Nombre               | Desde   | Hasta   |         |
| -- | -------------------- | ------- | ------- | ------- |
| 1  | Ramiro Blacutt       | 1977    | 1978    |         |
| 2  | Luis Terán           | 1980    | 1983    |         |
| 3  | Carlos Aragonés      | 1994    | 1995    |         |
| 4  | Ovidio Messa         | 1999    | 1999    |         |
| 5  | Adolfo Flores        | 2000    | 2001    |         |
| 6  | Milton Melgar        | 2003    | 2003    |         |
| 7  | Walter Roque         | 2005    | 2006    |         |
| 8  | Óscar Villegas       | 2007    | 2009    |         |
| 9  | Marco Sandy          | 2010    | 2011    |         |
| 10 | Marco Barrero        | 2013    | 2013    |         |
| 11 | Claudio Chacior      | 2014    | 2015    |         |
| 12 | Marco Sandy          | 2017    | 2017    |         |
| 13 | Sixto Vizuete        | 2018    | 2020    |         |
| 14 | Pablo Daniel Escobar | 2020    | 2024    |         |
| 15 | Jorge Perrotta       | 2024    | Act.    |         |

## Palmarés

### Torneos oficiales
| Competición                    | Campeón | Segundo lugar | Tercer lugar | Cuarto lugar   |
| ------------------------------ | ------- | ------------- | ------------ | -------------- |
| Juegos Suramericanos           | -       | -             | 1 (1978)     | -              |
| Campeonato Sudamericano Sub-20 | -       | -             | -            | 2 (1981, 1983) |
| Juegos Bolivarianos            | -       | -             | -            | -              |